# 16.ª etapa da Volta a Espanha de 2020
A 16.ª etapa da Volta a Espanha de 2020 teve lugar a 6 de novembro de 2020 entre Salamanca e Cidade Rodrigo sobre um percurso de 162 km e foi vencida pelo dinamarquês Magnus Cort da equipa EF. O esloveno Primož Roglič manteve a liderança antes da última etapa de montanha.

## Classificação da etapa
| \| Classificação por etapas \| Classificação por etapas \| Classificação por etapas \| Classificação por etapas \| Classificação por etapas \| \| Ciclista \| Ciclista \| Equipe \| Tempo \| \| \| ------------------------ \| ------------------------ \| ------------------------ \| ------------------------ \| ------------------------ \| \| 1. \| Magnus Cort \| EF Pro Cycling \| 4h04m35s \| \| \| 2. \| Primož Roglič \| Jumbo-Visma \| + 0s \| \| \| 3. \| Dion Smith \| Mitchelton-Scott \| + 0s \| \| \| 4. \| Alejandro Valverde \| Movistar Team \| + 0s \| \| \| 5. \| Richard Carapaz \| Ineos Grenadiers \| + 0s \| \| \| 6. \| Felix Großschartner \| Bora-Hansgrohe \| + 0s \| \| \| 7. \| Dorian Godon \| AG2R La Mondiale \| + 0s \| \| \| 8. \| Michael Valgren \| NTT Pro Cycling \| + 0s \| \| \| 9. \| Jasha Sütterlin \| Team Sunweb \| + 0s \| \| \| 10. \| Aleksandr Vlasov \| Astana \| + 0s \| \| |                     |                  |          |
| |                     |                  |          |
| Fonte: ProCyclingStats |                     |                  |          |
| Classificação por etapas |                     |                  |          |
| Ciclista | Ciclista            | Equipe           | Tempo    |
| 1. | Magnus Cort         | EF Pro Cycling   | 4h04m35s |
| 2. | Primož Roglič       | Jumbo-Visma      | + 0s     |
| 3. | Dion Smith          | Mitchelton-Scott | + 0s     |
| 4. | Alejandro Valverde  | Movistar Team    | + 0s     |
| 5. | Richard Carapaz     | Ineos Grenadiers | + 0s     |
| 6. | Felix Großschartner | Bora-Hansgrohe   | + 0s     |
| 7. | Dorian Godon        | AG2R La Mondiale | + 0s     |
| 8. | Michael Valgren     | NTT Pro Cycling  | + 0s     |
| 9. | Jasha Sütterlin     | Team Sunweb      | + 0s     |
| 10. | Aleksandr Vlasov    | Astana           | + 0s     |

## Classificações ao final da etapa

### Classificação geral
| \| Classificação geral \| Classificação geral \| Classificação geral \| Classificação geral \| Classificação geral \| \| Ciclista \| Ciclista \| Equipe \| Tempo \| \| \| ------------------- \| ------------------- \| ---------------------- \| ------------------- \| ------------------- \| \| 1. \| Primož Roglič \| Jumbo-Visma \| 64h20m31s \| \| \| 2. \| Richard Carapaz \| Ineos Grenadiers \| + 45s \| \| \| 3. \| Hugh Carthy \| EF Pro Cycling \| + 53s \| \| \| 4. \| Daniel Martin \| Israel Start-Up Nation \| + 1m48s \| \| \| 5. \| Enric Mas \| Movistar Team \| + 3m29s \| \| \| 6. \| Wout Poels \| Bahrain McLaren \| + 6m21s \| \| \| 7. \| Felix Großschartner \| Bora-Hansgrohe \| + 7m20s \| \| \| 8. \| Alejandro Valverde \| Movistar Team \| + 8m45s \| \| \| 9. \| Aleksandr Vlasov \| Astana \| + 8m54s \| \| \| 10. \| David de la Cruz \| UAE Team Emirates \| + 9m29s \| \| |                     |                        |           |
| |                     |                        |           |
| Fonte: ProCyclingStats |                     |                        |           |
| Classificação geral |                     |                        |           |
| Ciclista | Ciclista            | Equipe                 | Tempo     |
| 1. | Primož Roglič       | Jumbo-Visma            | 64h20m31s |
| 2. | Richard Carapaz     | Ineos Grenadiers       | + 45s     |
| 3. | Hugh Carthy         | EF Pro Cycling         | + 53s     |
| 4. | Daniel Martin       | Israel Start-Up Nation | + 1m48s   |
| 5. | Enric Mas           | Movistar Team          | + 3m29s   |
| 6. | Wout Poels          | Bahrain McLaren        | + 6m21s   |
| 7. | Felix Großschartner | Bora-Hansgrohe         | + 7m20s   |
| 8. | Alejandro Valverde  | Movistar Team          | + 8m45s   |
| 9. | Aleksandr Vlasov    | Astana                 | + 8m54s   |
| 10. | David de la Cruz    | UAE Team Emirates      | + 9m29s   |

### Classificação por pontos
| Classificação por pontos | Classificação por pontos | Classificação por pontos | Classificação por pontos | Classificação por pontos |
| Ciclista                 | Ciclista                 | Equipe                   | Pontos                   |                          |
| ------------------------ | ------------------------ | ------------------------ | ------------------------ | ------------------------ |
| 1.                       | Primož Roglič            | Jumbo-Visma              | 198 pts                  |                          |
| 2.                       | Richard Carapaz          | Ineos Grenadiers         | 125 pts                  |                          |
| 3.                       | Daniel Martin            | Israel Start-Up Nation   | 111 pts                  |                          |
| 4.                       | Hugh Carthy              | EF Pro Cycling           | 89 pts                   |                          |
| 5.                       | Guillaume Martin         | Cofidis                  | 78 pts                   |                          |
| 6.                       | Michael Woods            | EF Pro Cycling           | 72 pts                   |                          |
| 7.                       | Felix Großschartner      | Bora-Hansgrohe           | 71 pts                   |                          |
| 8.                       | Marc Soler               | Movistar Team            | 69 pts                   |                          |
| 9.                       | Jasper Philipsen         | UAE Team Emirates        | 66 pts                   |                          |
| 10.                      | Enric Mas                | Movistar Team            | 66 pts                   |                          |

### Classificação da montanha
| Classificação da montanha | Classificação da montanha | Classificação da montanha | Classificação da montanha | Classificação da montanha |
| Ciclista                  | Ciclista                  | Equipe                    | Pontos                    |                           |
| ------------------------- | ------------------------- | ------------------------- | ------------------------- | ------------------------- |
| 1.                        | Guillaume Martin          | Cofidis                   | 89 pts                    |                           |
| 2.                        | Tim Wellens               | Lotto-Soudal              | 34 pts                    |                           |
| 3.                        | Richard Carapaz           | Ineos Grenadiers          | 30 pts                    |                           |
| 4.                        | Sepp Kuss                 | Jumbo-Visma               | 27 pts                    |                           |
| 5.                        | Primož Roglič             | Jumbo-Visma               | 24 pts                    |                           |
| 6.                        | Hugh Carthy               | EF Pro Cycling            | 21 pts                    |                           |
| 7.                        | Michael Woods             | EF Pro Cycling            | 21 pts                    |                           |
| 8.                        | Daniel Martin             | Israel Start-Up Nation    | 20 pts                    |                           |
| 9.                        | Aleksandr Vlasov          | Astana                    | 18 pts                    |                           |
| 10.                       | Marc Soler                | Movistar Team             | 18 pts                    |                           |

### Classificação dos jovens
| Classificação dos jovens | Classificação dos jovens | Classificação dos jovens | Classificação dos jovens | Classificação dos jovens |
| Ciclista                 | Ciclista                 | Equipe                   | Tempo                    |                          |
| ------------------------ | ------------------------ | ------------------------ | ------------------------ | ------------------------ |
| 1.                       | Enric Mas                | Movistar Team            | 64h24m00s                |                          |
| 2.                       | Aleksandr Vlasov         | Astana                   | + 5m25s                  |                          |
| 3.                       | David Gaudu              | Groupama-FDJ             | + 7m22s                  |                          |
| 4.                       | Georg Zimmermann         | CCC Team                 | + 35m40s                 |                          |
| 5.                       | William Barta            | CCC Team                 | + 41m11s                 |                          |
| 6.                       | Gino Mäder               | NTT Pro Cycling          | + 42m44s                 |                          |
| 7.                       | Kobe Goossens            | Lotto-Soudal             | + 42m55s                 |                          |
| 8.                       | Clément Champoussin      | AG2R La Mondiale         | + 1h10m20s               |                          |
| 9.                       | Robert Power             | Team Sunweb              | + 1h24m17s               |                          |
| 10.                      | Juan Pedro López         | Trek-Segafredo           | + 1h33m29s               |                          |

### Classificação por equipas
| Classificação por equipes | Classificação por equipes | Classificação por equipes | Classificação por equipes |
| Equipe                    | Equipe                    | Tempo                     |                           |
| ------------------------- | ------------------------- | ------------------------- | ------------------------- |
| 1.                        | Movistar Team             | 193h19m02s                |                           |
| 2.                        | Jumbo-Visma               | + 7m48s                   |                           |
| 3.                        | Astana                    | + 40m17s                  |                           |
| 4.                        | UAE Team Emirates         | + 54m01s                  |                           |
| 5.                        | Mitchelton-Scott          | + 58m33s                  |                           |
| 6.                        | Cofidis                   | + 1h27m26s                |                           |
| 7.                        | Ineos Grenadiers          | + 1h54m29s                |                           |
| 8.                        | Groupama-FDJ              | + 2h26m48s                |                           |
| 9.                        | EF Pro Cycling            | + 2h29m11s                |                           |
| 10.                       | CCC Team                  | + 2h52m47s                |                           |

## Abandonos
- Luis León Sánchez não tomou a saída por motivos pessoais.[2]
- Andrea Bagioli não completou a etapa.[3]